# القرن 12 ق م
قرن 12 ق. م هو القرن الذي امتد من 1200 ق.م إلى 1101 ق.م.